# 阿弗迪亞·弗爾薩耶維奇
阿弗迪亞·弗爾薩耶維奇（1986年3月6日—）是一位波黑足球運動員。在場上的位置是右後衛。他現在效力於波斯尼亞超級足球聯賽球隊薩拉熱窩足球俱樂部。他也代表波黑國家足球隊參賽並且代表波黑參加了2014年世界杯。